# Microsoft Lumia
Microsoft Lumia (abans la Serie Nokia Lumia) és una gamma de dispositius mòbils dissenyat i comercialitzat per Microsoft Mobile i prèviament per Nokia. Introduïts el Novembre de 2011, la línia va ser el resultat d'una associació a llarg termini entre de Nokia i Microsoft,tal com tots els telèfons intel·ligents Lumia corre el sistema operatiu Windows Phone. El nom Lumia es deriva del partitiu plural de la paraula 'lumi', que significa 'neu' en Finès.
El 3 de setembre de 2013, Microsoft va anunciar la compra del negoci de dispositius mòbils de Nokia, amb l'acord de tancar el 25 d'abril del 2014. Com a resultat, la línia de Lumia es manté per Microsoft Mobile. Com a part de la transició, Microsoft va continuar utilitzant la marca Nokia en els dispositius Lumia fins a octubre de 2014, quan es va començar a eliminar oficialment el nom de Nokia en la seva promoció i producció de telèfons intel·ligents en favor de la marca Microsoft. El novembre de 2014, Microsoft va anunciar el primer dispositiu de la marca Microsoft (no Nokia) Lumia, el Lumia 535. L'octubre de 2015, Microsoft va anunciar els primers dispositius Lumia executant Windows 10 Mobile, el Lumia 950, Lumia 950 XL i Lumia 550.

## Història
Des de 1998-2012, Nokia va ser el major venedor de telèfons mòbils al món, que va incloure principis del telèfon intel·ligent construït la seva plataforma Symbian. No obstant això, en els últims anys, la seva quota de mercat es va reduir a conseqüència de la creixent utilització dels telèfons intel·ligents amb pantalla tàctil d'altres proveïdors, tal com Apple amb la línia d'iPhones i productes basats en Android. El 2010, la seva quota de mercat s'havia reduït al 28%, i l'abril de 2012, Samsung Electronics (un usuari prominent d'Android) en última instància, va superar a Nokia com el major proveïdor de telefonia mòbil al món. El CEO de Nokia Stephen Elop transmet la idea de produir els dispositius Android, creient que l'empresa no seria capaç de diferenciar adequadament els seus productes Android de la d'altres proveïdors. En una nota dels empleats, Elop descriu infamement l'empresa com en una "plataforma en flames", culpant la "guerra d'ecosistemes" perquè iOS i Android com a part de la lluita general de Nokia, i afirmant que l'empresa necessita per fer canvis importants en el seu funcionament.

### Aliança entre Microsoft i Nokia

El logotip de Nokia Lumia, utilitzat abans de la postadquisició personalització per Microsoft

El febrer de 2011, Stephen Elop i el CEO de Microsoft Steve Ballmer van anunciar conjuntament una societat de negocis important entre Nokia i Microsoft, que hauria d'adoptar Nokia Windows Phone com la seva plataforma primària en els telèfons intel·ligents futurs, reemplaçant tant Symbian i MeeGo. L'acord també inclou la integració de Bing com a motor de cerca en els dispositius de Nokia, i la integració de Nokia Maps en els serveis de mapes de Microsoft. Nokia havia planejat utilitzar la plataforma MeeGo com a part dels seus plans de futur abans de l'anunci, encara que la companyia va anunciar que seguiria en llibertat d'un dispositiu MeeGo el 2011. L'alineació amb Microsoft havia estat considerat una possibilitat pels analistes a causa de l'ocupació prèvia d'Elop amb l'empresa.
Nokia va donar a conèixer els seus primers dispositius basats en Windows Phone 7, la gamma mitjana Lumia 710 i de gamma alta Lumia 800, el 26 d'octubre de 2011 a la conferència de Nokia World. Motivat per les peticions del portador d'EE.UU AT&T per a un dispositiu habilitat per a LTE, Nokia va desenvolupar ràpidament el Lumia 900 com a seguiment, es va donar a conèixer per primer cop el 2012 a la Consumer Electronics Show. El Lumia 900 va rebre una forta promoció per la companyia com un dispositiu-insígnia, però el seu llançament va ser afectat per un error de programari que va impedir que el dispositiu es connecti a certes xarxes de dades mòbils, obligant a AT&T a emetre crèdits a qui va comprar el dispositiu. Després del seu llançament l'abril de 2012, el Lumia 900 va ser catalogat com un èxit de vendes a Amazon.com, però les vendes en línia van començar a disminuir al maig. Si bé no va revelar més detalls, un representant de Nokia va dir que la companyia estava "complaguda amb la reacció dels consumidors, així com pel suport que hem rebut d'AT&T", en tant que el cap de la mobilitat d'AT&T Ralph de la Vega va afirmar que el Lumia 900 "Va superar les expectatives ".
A principis de 2012, Nokia va llançar el Lumia 610, un nou dispositiu de nivell d'entrada aprofitant els requisits dels sistemes inferiors introduïts per l'actualització del Windows Phone 7 "Tango". Aquests nous dispositius de gamma baixa es destina a millorar l'adopció de Windows Phone a mercats emergents tal com la Xina.
Més tard, el setembre de 2012, Nokia va donar a conèixer el Lumia 820 i el Lumia 920, els seus dos primers dispositius amb la segona generació de la plataforma Windows Phone, Windows Phone 8. Tant les funcions NFC, amb el Lumia 820 posant una ranura per a targetes microSD, i una interfície de càrrega sense fils per Qi. El Lumia 920 també notablement va comptar amb la càrrega Qi sense fil i una càmera "PureView" amb estabilització òptica d'imatge.
Mentre que Nokia va rebre crítiques quan es va revelar que un vídeo-demostració de la seva tecnologia d'estabilització d'imatge va ser, de fet, filmat usant una càmera professional, el Lumia 920 va ser un èxit comercial per a l'empresa.

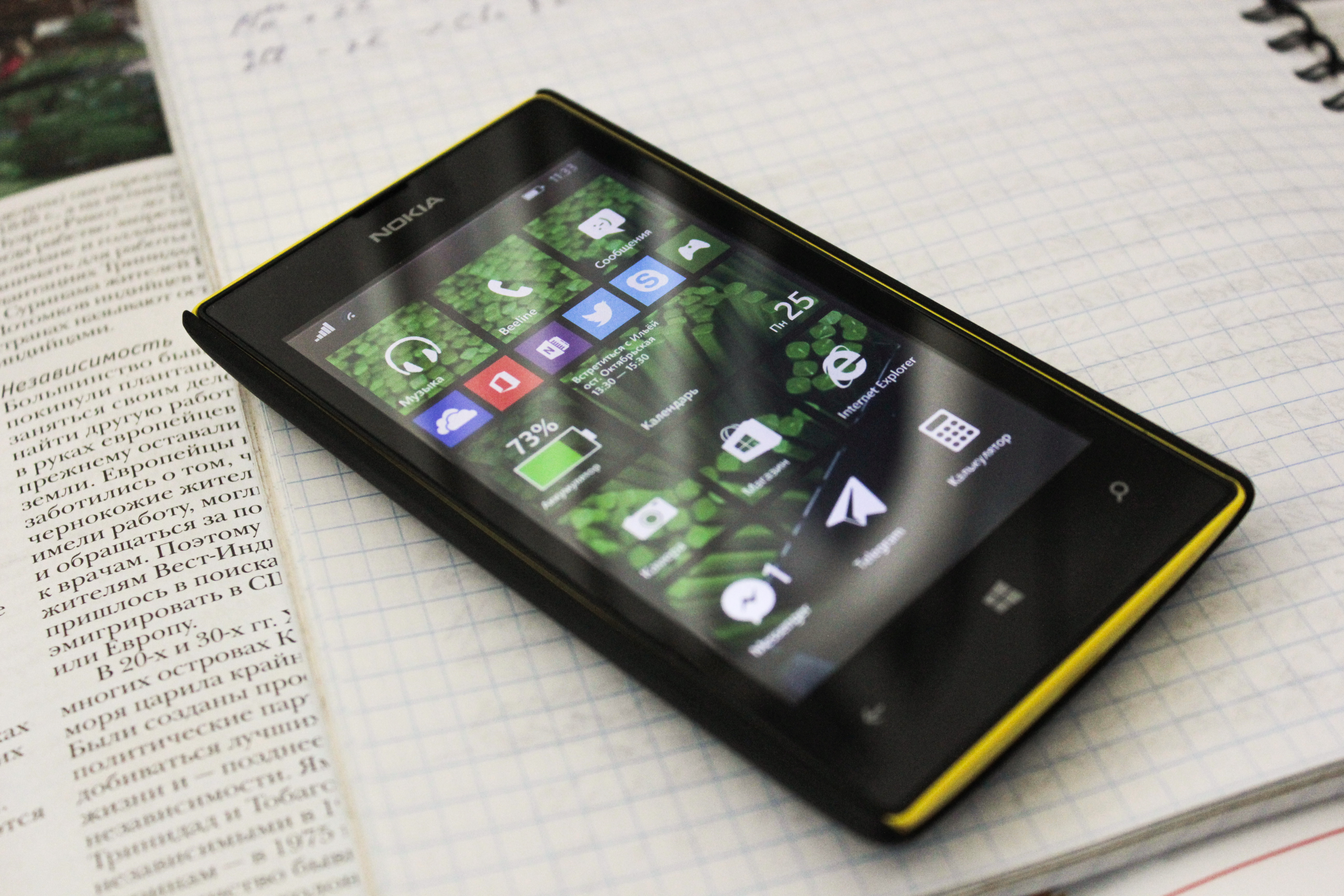
Un Nokia Lumia 520

Després en el MWC 2013, Nokia va presentar dos dispositius més amb Windows Phone 8, la gamma mitjana de Nokia Lumia 720 i el pressupost de Nokia Lumia 520, dels quals aquest últim ha esdevingut el dispositiu Windows Phone més venut mai.
El 2013, Nokia també va presentar el Lumia 925, una versió revisada de la 920 amb una acumulació d'alumini més prim que incorpora, i el Lumia 1020, que compta amb una càmera de 41 megapíxels amb base en la tecnologia basada de Symbian -el seu 808 PureView.
El 22 d'octubre de 2013, Nokia va ampliar la marca Lumia al mercat tauleta amb la presentació del Lumia 2520; executa el sistema operatiu de Microsoft Windows RT, era la primera tauleta de la companyia des de la Nokia Internet tablet. Alguns crítics creuen que l'ús de Windows RT en comptes del qualificat de Microsoft Windows 8.1 va conduir a males vendes com la majoria dels principals fabricants de Windows han utilitzat de Windows 8.1 en favor de Windows RT. encara que altres han afirmat que el pes del dispositiu i l'alt preu van causar que falles. El Lumia 2520 es va suspendre a principis de 2015.
Tot i que les vendes de la línia de Lumia havien superat les de BlackBerry en el mateix període, Nokia encara va registrar una pèrdua operativa de €115m (m), amb uns ingressos que van caure al 24% a € 5.7bn després del segon trimestre de 2013. Durant els últims nou trimestres, Nokia va ser sostinguda per 4100000000 € de dòlars en pèrdues d'explotació.

### Prototips Android
El 13 de setembre de 2013, l'escriptor del New York Times Nick Wingfield va revelar que Nokia havia estat provant el sistema operatiu Android en el seu maquinari Lumia.
Va ser un dels dos projectes d'Android coneguts a l'empresa; l'altre estava executant el sistema operatiu en maquinari de gamma baixa Asha, que va resultar en la família de dispositius Nokia X. Tot i la prova dels telèfons Lumia basats en Android que mai van ser posats en llibertat i els dispositius Asha només alterats van ser portats al mercat.
El juliol de 2014 Microsoft va anunciar que anaven a suspendre tots els dispositius Nokia Asha i X en favor dels dispositius Lumia. Tots els futurs dissenys de Nokia Asha i X s'utilitzaran en el futur per a dissenys de Lumia.

### Adquisició del negoci de telefonia mòbil de Nokia

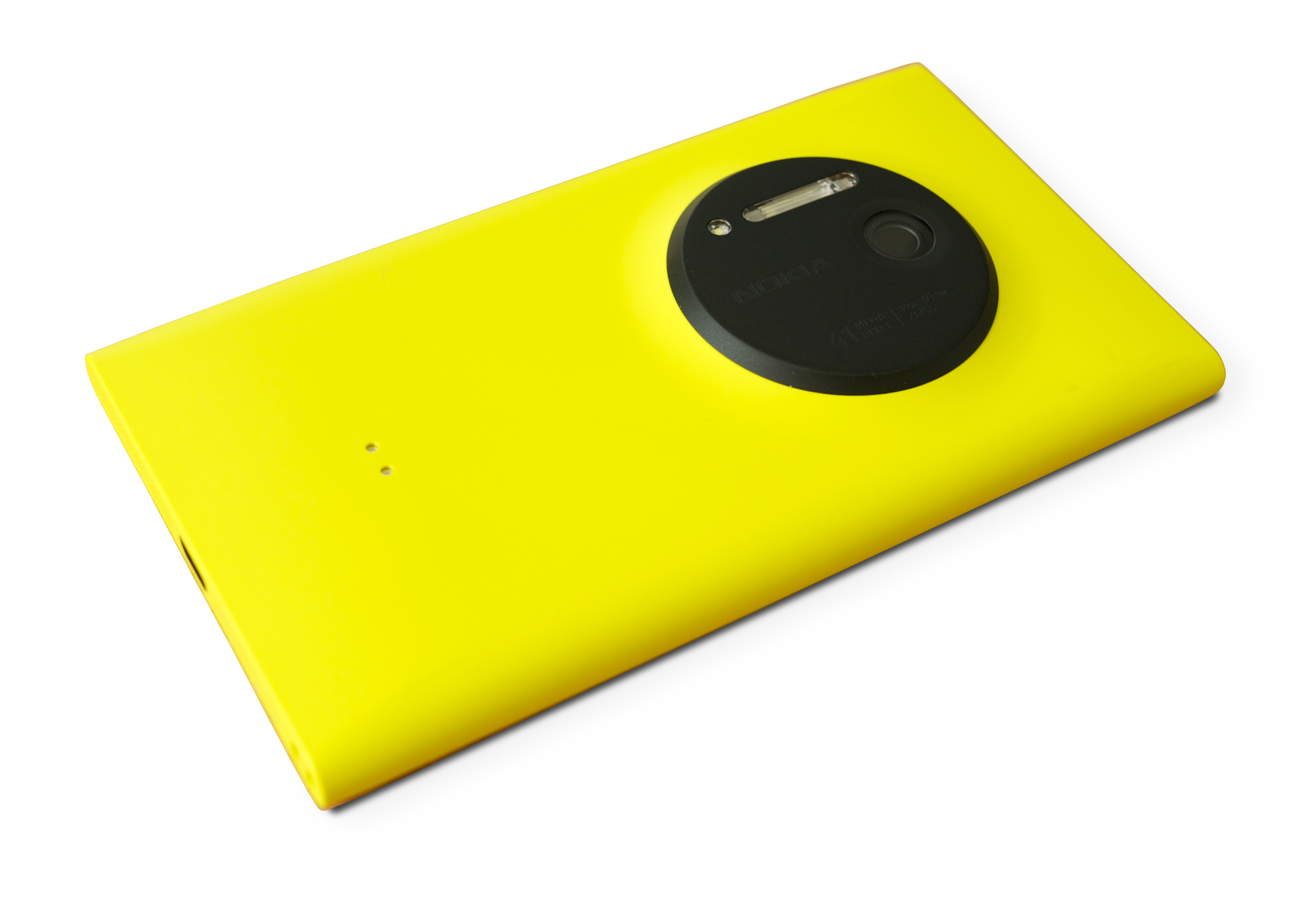
Nokia Lumia 1020 amb 41MP de càmera posterior

El 3 de setembre de 2013, Microsoft va anunciar la seva intenció d'adquirir el negoci de telefonia mòbil de Nokia (incloent-hi els drets sobre les marques Lumia i de gamma baixa Asha) en un acord global total en més de US$7 milions. Stephen Elop va renunciar com a CEO de Nokia i tornar a unir-se a Microsoft com el seu cap de dispositius com a part de l'acord, que es va tancar a principis de 2014 a l'espera de l'aprovació reguladora. Mentre Microsoft llicenciarà el nom de Nokia en virtut d'un acord de 10 anys, la companyia només podrà usar-lo en funcions del telèfon específicament els telèfons que executen el sistema operatiu mòbil de la Series 30, Series 30+ i la Series 40 basat en Java ME i tecnologia MediaTek, respectivament. Aquests canvis van provocar que futurs models de Lumia siguin el maquinari de primer nivell produït per Microsoft.

### Sota la propietat Microsoft

El logotip original de Microsoft Lumia.

Fins i tot després de l'adquisició de dispositius mòbils de negocis de Nokia per part de Microsoft, diversos dispositius Lumia es van donar a conèixer per Microsoft Mobile al setembre 2014 que encara porta el nom de Nokia, incloent-hi el Lumia 830 i el Lumia 735; El juliol de 2014, que havia estat reportat per evleaks que Microsoft estava tractant de llicenciar el nom de Nokia a un esquema de cobranding, el que hauria vist possiblement futurs dispositius de la marca com "Nokia per Microsoft". Com a part del canvi de la propietat de les pàgines de xarxes socials també s'han rebatejat com Microsoft Lumia en comptes de Microsoft Mobile per emfatitzar el seu enfocament en Windows Phone a diferència d'altres telèfons mòbils de Nokia, mentre que també està canviant les seves pàgines de xarxes socials de Windows Phone a la nova marca Microsoft Lumia, per reflectir aquest canvi entre Nokia també ha estat rebatejat com Lumia Conversations, and NokNok.tv to Lumia Conversations UK. Encara que el canvi de marca no ha estat consistent com l'Exèrcit de Nokia s'ha canviat el nom la Nació Spartan i el lloc de suport per als telèfons existents, accessoris, així com altres dispositius de la marca Nokia i serveis Nokia Discussions s'ha canviat el nom del Mòbils Comunitat Microsoft. El Lumia Beamer va ser l'última sol·licitud de marca Lumia. Tenint el seu URL canviat de Nokia Lumia va significar el final del terme Microsoft i se li va permetre utilitzar Nokia.com i llocs relacionats durant aquest període de transició.

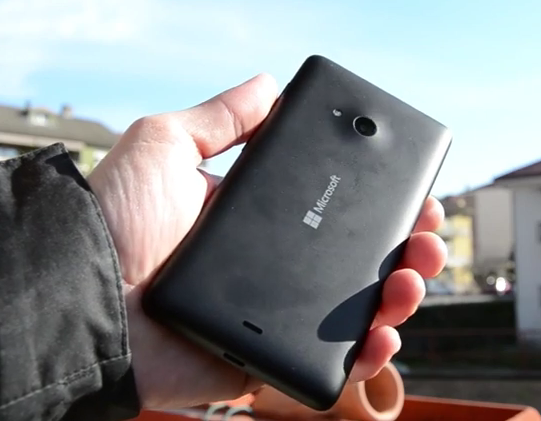
El Microsoft Lumia 535, el primer dispositiu Lumia de la marca Microsoft

No obstant això, l'octubre de 2014, Microsoft va anunciar oficialment que eliminaria la marca Nokia en la seva promoció i producció de smartphones Lumia, i que els futurs models Lumia es marca únicament amb el nom i el logotip de Microsoft. El novembre de 2014, Microsoft va anunciar el seu primer telèfon de marca pròpia, Microsoft Lumia 535. Personalitzant la línia Lumia de "Nokia" a "Microsoft" no va afectar les vendes, encara que alguns crítics creuen que el canvi de marca pot influir en les decisions dels consumidors a causa de la marca establerta de Nokia que ha construït una reputació de durabilitat, mentre que la marca Microsoft és relativament nou en l'espai de telèfon del consumidor. El Nokia Lumia 638 va ser l'últim Lumia portant la marca Nokia i només va ser llançat a l'Índia el desembre de 2014.
El novembre de 2014, un post de Microsoft al compte de Twitter declarar que tots els telèfons intel·ligents Nokia i Microsoft Lumia amb Windows Phone 8 i 8.1 rebria canvis a Windows 10, però després de la inauguració oficial, Microsoft va reiterar i va afirmar que estaven atacant la "majoria" dels telèfons Lumia, i que no tots els telèfons rebrien l'actualització o donarien suport a totes les seves característiques. Més tard, Microsoft va confirmar que els dispositius de gamma baixa amb 512 MB de RAM (incloent-hi el model Nokia Lumia 520-que representa el 24,5% de tots els dispositius Windows Phone venuts), també obtindria l'actualització de Windows 10, però va reafirmar que no totes les seves funcions serien compatibles amb aquests dispositius. A més, Microsoft va declarar el 16 de gener de 2015 que telèfons de gamma baixa de Windows Phone 8.1 no tindran algunes característiques Lumia Denim.
El juliol de 2015, Bloomberg va informar que Microsoft tenia una reestructuració planificada de Microsoft Mobile, que inclou la gamma Lumia Microsoft. Això segons els informes inclourà un escrit del voltant de $ 7,6 mil milions en l'adquisició del negoci de telefonia mòbil de Nokia i un acomiadament d'uns 7.200 treballadors. També es va informar que Microsoft llançarà menys dispositius de primera part cada any.
Com a part d'una reestructuració del Grup de Dispositius de Microsoft i l'enginyeria dels estudis més grans es va fusionar amb el Grup d'Enginyeria de Sistemes Operatius per formar el de Windows i el Grup d'Enginyeria de Dispositius més gran, i el juliol de 2015 es va anunciar que el cap de Surface, Panos Panay encapçalaria la nova unitat "Dispositius Microsoft", que inclou el Microsoft Lumia, així com diversos productes de maquinària de Microsoft, com la Band, HoloLens, i Xbox.
L'octubre de 2015, Microsoft va anunciar els primers dispositius Lumia que executaven Windows 10 Mobile, el Lumia 950, el Lumia 950 XL i el Lumia 550.
Les vendes de Lumia van disminuir el 54% en el tercer trimestre de 2015.

## Actualitzacions de Windows Phone
Nokia i Microsoft Mobile van llençar moltes actualitzacions úniques per als dispositius Lumia, el llançament conté la combinació de les actualitzacions del microprogramari i programari que inclouen millores d'imatge, suport a noves tecnologies, així com actualitzacions de funcions i correcció d'errors. Com els Lumia utilitzen exclusivament Windows Phone, les principals actualitzacions del sistema operatiu són sovint agrupades amb les actualitzacións del microprogramari.
Similar a la formaWindows Phone rep les actualitzacions per al dispositiu, les actualitzacions del Lumia depenen de les companyies que decideixen si i quan els dispositius poden arribar a rebre-les. De vegades, les actualitzacions del sistema operatiu no estan subjectes a aquestes restriccions si els usuaris són part de Microsoft Windows Insider o el programa Preview for Developers.
|  | Versió prèvia |  | Versió Actual |

| Història de les actualitzacions dels Lumia | Història de les actualitzacions dels Lumia | Història de les actualitzacions dels Lumia | Història de les actualitzacions dels Lumia                          | Història de les actualitzacions dels Lumia |
| Criptònim                                  | Criptònim                                  | Data de l'anunci                           | Versió del sistema operatiu concurrent                              | Highlights |
| ------------------------------------------ | ------------------------------------------ | ------------------------------------------ | ------------------------------------------------------------------- | --- |
|                                            | Lumia Amber                                | 15 agost 2013                              | Windows Phone 8 Update 2 (GDR2)                                     | Versió per defecte dels dispositius Lumia 625, 925, 928 i 1020. Desenvolupat per Nokia - Doble toc a la pantalla per encendre la pantalla - Noves configuracions i algoritmes de processament per a Nokia Pro Camera - Mode Tutorial per a Nokia Pro Camera - Mode d'horquillat per a la Nokia Pro Camera - Enregistrament d'àudio estèreo - Filtre sota d'àudio adaptable - Noves configuracions i algoritmes de processament per a Nokia Smart Camera - Nokia Best Shot a la Nokia Smart Camera capta un objecte en moviment diverses vegades - Motion Focus a la Nokia Smart Camera se centra en llocs en moviment - Suport per a perfils de colors al menú de característiques Tàctil - Voltejar per silenciar - Suport per a Ràdio FM - Sensor d'emmagatzematge - Pantalla de Vista ràpida - Configuració de filtre de trucades+SMS - Nous sons de trucada entrant (Blom, Breathing, Dawn, Launch, i Wobbles) - Fins a un 10% de la vida de la bateria millorada (varia per dispositiu) - Permet Nokia Video Trimmer i Nokia Video Upload |
|                                            | Lumia Black Bittersweet Shimmer            | 9 gener 2014                               | Windows Phone 8 Update 3 (GDR3)                                     | Versió per defecte dels dispositius Lumia 525, 1320 i 1520 devices. Desenvolupats per Nokia - Les Carpetes d'aplicacions són similar a les "carpetes d'aplicacions" en les pantalles d'inici Android i iOS - Suport per a Bluetooth LE - Actualitzades les aplicacions Nokia Refocus, Nokia Beamer, i Nokia Storyteller - Aplicació Nokia Camera - 3 nous modes de tret i la gravació de vídeo en ajustos de la càmera - Ajustos de sensibilitat de llum per al Nokia Pro Camera - Nou algoritme de sobremostreig - Suport de formats RAW i DNG pel Nokia Lumia 920, Nokia Lumia 925 i Nokia Lumia 1520 - Podòmetre per la pantalla de vista ràpida - Permet Nokia Share iNokia Video Director |
|                                            | Lumia Cyan Cherry Blossom Pink             | 15 juliol 2014                             | Windows Phone 8.1                                                   | Versió per defecte dels dispositius Lumia 530, 630, 635, 636, 638 i 930. Desenvolupats per Microsoft. - Suport per a Miracast (per a alguns dispositius seleccionats) - Té l'habilitat d'enregistrar amb Nokia Rich Recording en Dolby Surround Sound - Actualitzades les aplicacions Nokia Camera, Nokia Creative Studio i Nokia Storyteller - Hub de dispositius Nokia (antigament una beta en el Nokia Beta Labs) afegit a les configuracions. - Diverses millores a la suite d'aplicacions d'imatges de Nokia.Plantilla:Elucidate - Nokia SensorCore SDK - Equalitzador als altaveus - 5 nous filtres per al Nokia Creative Studio |
|                                            | Lumia Denim Debian Red                     | 4 setembre 2014                            | Windows Phone 8.1 Update 1 (GDR1) Windows Phone 8.1 Update 2 (GDR2) | Versió per defecte dels dispositius Nokia Lumia 730, 735 and 830 i Microsoft Lumia430, 435, 532 i 535 amb Windows¨Phone 8.1 Update 1. Versió per defecte dels dispositius Microsoft Lumia 540, 640 i 640 XL amb Windows Phone 8.1 Update 2. Desenvolupat per Microsoft. - Una millora de l'experiència de Lumia Camera per a dispositius de gamma alta - Acte HDR i dinàmic en flash per a Lumia Camera - Algorismes de processament d'imatges millorades per a Lumia Camera - Augment de la velocitat en la captura d'imatges - Activació per veu amb "Hey Cortana" - MSN El Temps i MSN Salut i Fitness suporta la pantalla de vista ràpida - Activa Lumia Moments |

## Llista de dispositius Lumia

### Numeració convencional
El primer dígit indica la classe de dispositius (4XX ~ 9XX), excepte la segona generació de models phablet i tablet amb quatre digits que en els dos primers dígits indica la classe de dispositius (1320, 1520, 2520). El segon dígit és la generació del dispositiu. El tercer dígit indica una variació en la classe i generació donada, com el Nokia Lumia 925 que era un encenedor, versió més prima del Nokia Lumia 920. "0" és usualment la versió per defecte, mentre "5" indica una actualització menor de la versió "0", amb qualsevol altre nombre que indica generalment una variant regional o suport específic.
Amb el llançament del Microsoft Lumia 640 XL i el Microsoft Lumia 950 XL, però, Microsoft utilitza el número de classe 13xx i 15xx a favor del sufix XL per simplificar la numeració. La sèrie 13xx en particular va ser molt confusa amb el nombre més gran que la sèrie 9xx tot i ser un dispositiu de classe baixa en termes de preus i les especificacions. El tercer dígit també es presumeix que es fixi com a "0" a causa del pla de Microsoft per reduir el nombre de models de telèfons intel·ligents.

## Vendes
| Trimestres                 | Q4 2011 | Q1 2012 | Q2 2012 | Q3 2012 | Q4 2012 | Q1 2013 | Q2 2013 | Q3 2013 | Q4 2013 | Q1 2014 | Q2 2014 | Q3 2014 | Q4 2014 | Q1 2015 | Q2 2015 | Q3 2015 | Q4 2015 | Q1 2016 | Q2 2016 | Q3 2016 | Total |
| Vendes globals trimestrals | 1       | 2       | 4       | 2.9     | 4.4     | 5.6     | 7.4     | 8.8     | 8.2     | 8       | 7.4     | 9.3     | 10.5    | 8.6     | 8.4     | 5.8     | 4.5     | 2.3     | 1.2     | 1       | 111.3 |

Gràfic de vendes mundials trimestrals (milions d'unitats)